# جون روبرت بورتر
جون روبرت بورتر (بالإنجليزية: John Robert Porter)‏ هو شخصية أعمال بريطاني، ولد في 5 يناير 1953 في لندن في المملكة المتحدة.